# 京都市立向島南小学校
京都市立向島南小学校（きょうとしりつ むかいじまみなみしょうがっこう）は、京都市伏見区向島津田町にあった公立小学校。略称「南小」。
向島地域少子化により京都市立向島秀蓮小中学校に統合されたため、2019年3月閉校した。

## 概要
向島地区で2番目の小学校として向島二ノ丸町（現在の京都市立向島秀蓮小中学校の場所）に開校した。1986年には京都市立向島二の丸小学校の児童増加に伴い二の丸北小学校を開校させることとなり、現在地に移転した。
向島中学校、向島南小学校、向島二の丸小学校、二の丸北小学校が統合し、向島秀蓮小中学校になったため、2019年3月22日に閉校した。

児童数の変遷
年度　　　  児童数
2011年　　 415人
2012年　　 420人
2013年　　 422人
2014年　　 399人
2015年　　 407人
2016年　　 400人
2017年　　 396人
2018年　　 388人

## 沿革
- 1976年4月 - 後の二の丸北小学校（現在の向島秀蓮小中学校）の敷地に向島南小学校開校。
- 1977年4月 - 京都市立向島南小学校東分校を校内に創立。
- 1979年4月 - 京都市立向島二の丸小学校を分離。
- 1986年4月 - 現在地に移転。（移転後の敷地に京都市立二の丸北小学校開校）
- 2006年4月 - 2学期制を導入。
- 2019年3月 - 京都市立向島秀蓮小中学校に統合のため閉校。

## 校区
国道24号以西（向島ニュータウンを除く）の向島地区を校区とする（一部久御山町立御牧小学校に委託している地域がある）。卒業後は原則京都市立向島中学校に進学する。

## 交通アクセス
- 近鉄京都線 向島駅下車
- 京阪宇治線 観月橋駅下車